# Regina Kunz
Regina Kunz (*  3. Januar 1962 in Ansbach) ist eine deutsch-schweizerische Internistin, Klinische Epidemiologin und Hochschullehrerin. Sie gilt als eine der Wegbereiterinnen der Evidenzbasierten Medizin im deutschsprachigen Raum und ist seit 2010 Professorin für Versicherungsmedizin an der Universität Basel.

## Werdegang
Regina Kunz studierte Medizin in Würzburg, Bonn sowie London und absolvierte das postgraduierte Master of Science Programm in klinischer Epidemiologie & Biostatistik an der McMaster-Universität im kanadischen Hamilton. 1990 wurde sie in Bonn mit einer Arbeit aus der Intensivmedizin zur Dr. med. promoviert. Sie absolvierte die ärztliche Weiterbildung zur Fachärztin für Innere Medizin und Nephrologie in Berlin. 1998 organisierte sie in Berlin mit die ersten deutschsprachigen Fortbildungskurse in Evidenzbasierter Medizin, Mitinitiatorin und Gründungsmitglied des Netzwerks Evidenzbasierte Medizin und vieler weiterer Maßnahmen zur Etablierung der wissenschaftsbasierten Gesundheitsversorgung in Deutschland.
Im Jahr 2003 habilitierte sich Regina Kunz mit der Arbeit Die klinische Epidemiologie in der ärztlichen Entscheidungsfindung.
In den folgenden Jahren erweiterte und verbreitete sie ihr Wissen zur Evidenzbasierten Gesundheitsversorgung auf den verschiedenen Ebenen des Gesundheitssystems: Als Methodikerin beim Gemeinsamen Bundesausschuss, in der Wissenschaft als Assistenzprofessorin in klinischer Epidemiologie an der Universität Basel und im Versicherungswesen als Leiterin des Lehrstuhls für Versicherungsmedizin in Basel.

## Arbeits- und Forschungsschwerpunkte
- Evidenzbasierte Versicherungsmedizin
- Theorie und Methoden der Evidenzbasierten Medizin

## Veröffentlichungen (Auswahl)
- mit Khalid S. Khan, Jos Kleijnen, Gerd Antes: Systematische Übersichten und Meta-Analysen. Ein Handbuch für Ärzte in Klinik und Praxis sowie Experten im Gesundheitswesen. Springer 2004
- mit Günter Ollenschläger, Heiner Raspe, Günther Jonitz, Norbert Donner-Banzhoff (Hrsg.): Lehrbuch Evidenz-basierte Medizin in Klinik und Praxis, 1.–2. Aufl. Deutscher Ärzteverlag, Köln 2007, ISBN 978-3-7691-0538-4

## Auszeichnungen (Auswahl)
- 2018: Spinoza Chair, Universität Amsterdam[8]
- 2021: Georg-Klemperer-Preis der Ärztekammer Berlin[9]